# Chenopodiastrum hybridum
Chenopodiastrum hybridum es un especie de planta herbácea perteneciente a la familia Amaranthaceae. 

## Descripción
Es una planta anual, que alcanza un tamaño de 20-100 cm de altura, esparcidamente farinácea o subglabra. Tallo erecto, anguloso. Lámina foliar de 3-10 cm, de ampliamente ovada a triangular, angulosa, de aguda a acuminada, base de ± cordada a subtruncada, con numerosos dientes amplios en cada margen. Inflorescencia cimosa, en dicasio, terminal o axilar, ramosa, laxa, afila. Flores hermafroditas. Tépalos 5, soldados en la base, patentes en la fructificación, con los nervios internos divaricados, visibles por el dorso en la fructificación. Estambres 5. Estigmas 2-3. Pericarpio firmemente adherente. Semillas 1,6-2 mm de diámetro, horizontales, de contorno redondeado y margen romo o aplanado; testa negra, con amplias y profundas fovéolas. Tiene un número de cromosomas de 2n=18.

## Distribución y hábitat
Se encuentra en lugares muy fuertemente ruderalizados, cunetas, bordes de caminos, proximidades de establos, huertas, estercoleros, etc.; a una altitud de 1 200-1 360 m s. n. m., en Europa, excepto su extremo Norte, rara en Europa meridional y en la región mediterránea; Asia. Dispersa por la mitad norte de la península ibérica.

## Taxonomía
La especie fue descrita inicialmente como Chenopodium hybridum por Carlos Linneo y publicada en Species Plantarum 1: 219, en 1753, actualmente, es tanto un sinónimo como el basónimo de esta; y ulteriormente sería transferida al género Chenopodiastrum por Susy Fuentes Bazán, Pertti Johannes Uotila y Thomas Borsch en Willdenowia 42(1): 14, en 2012.

#### Etimología
Véase: Chenopodiastrum
hybridum: epíteto latino que significa "híbrida".

## Galería

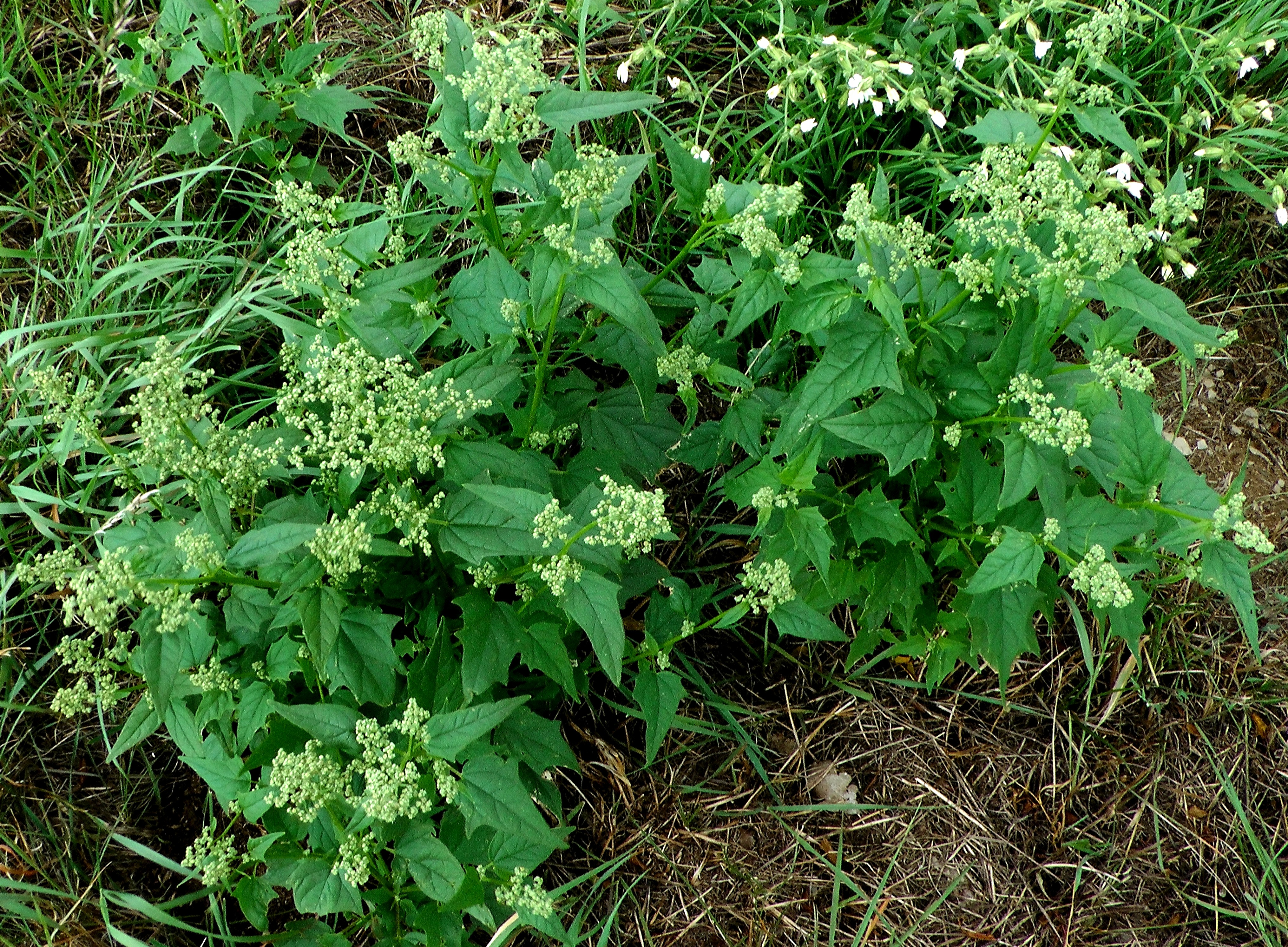
Detalle de la planta
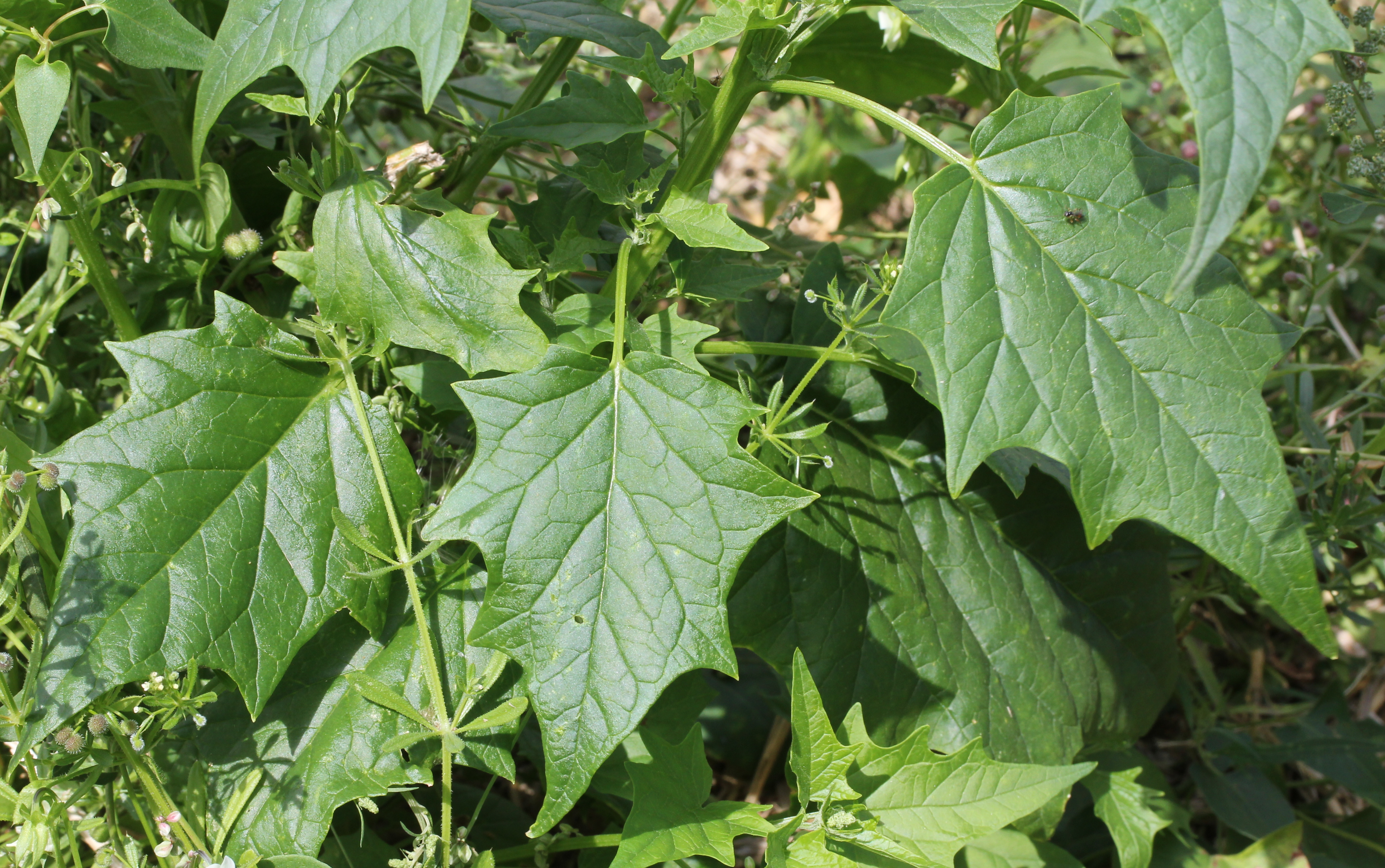
Detalle de las hojas
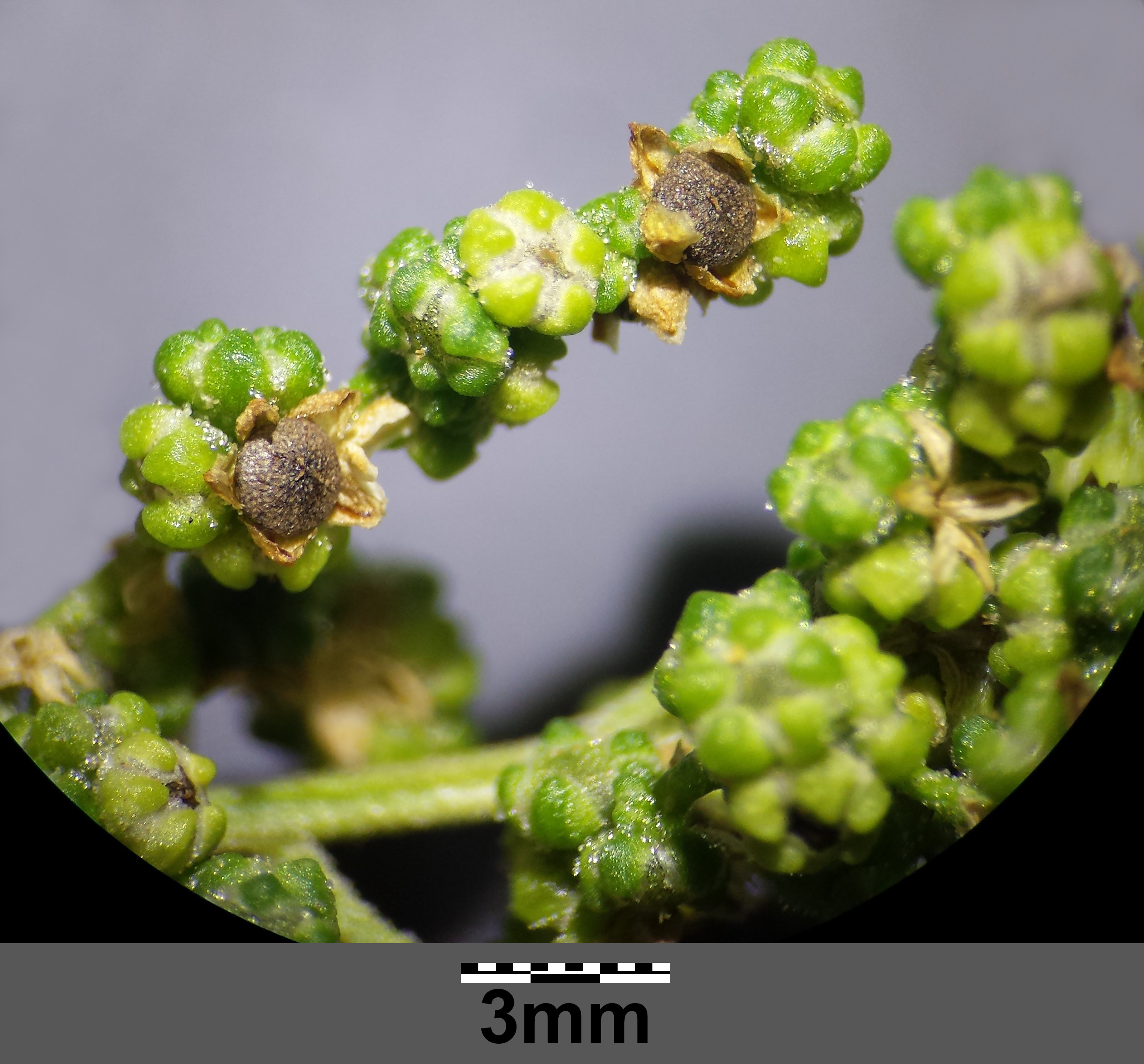
Inflorescencia
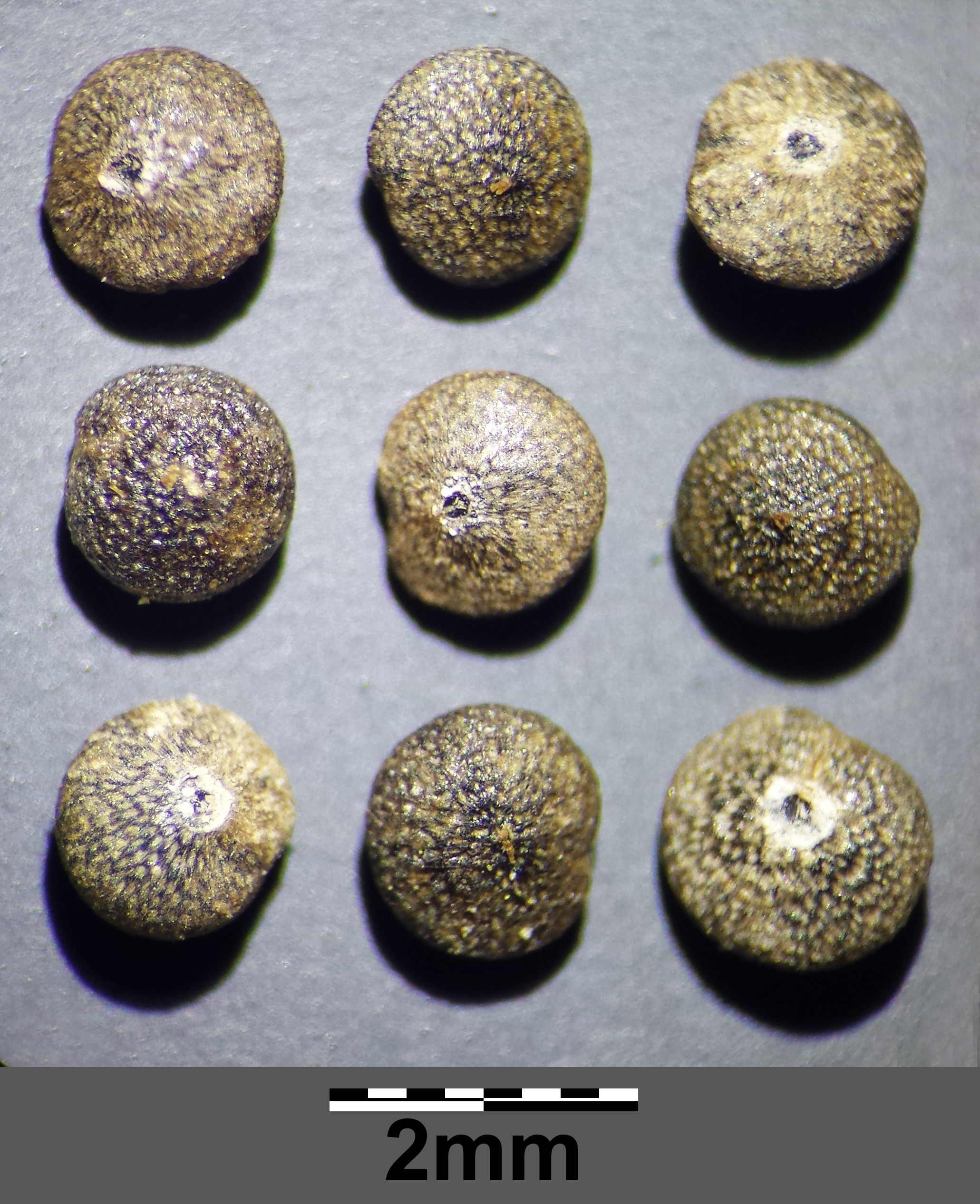
Semillas
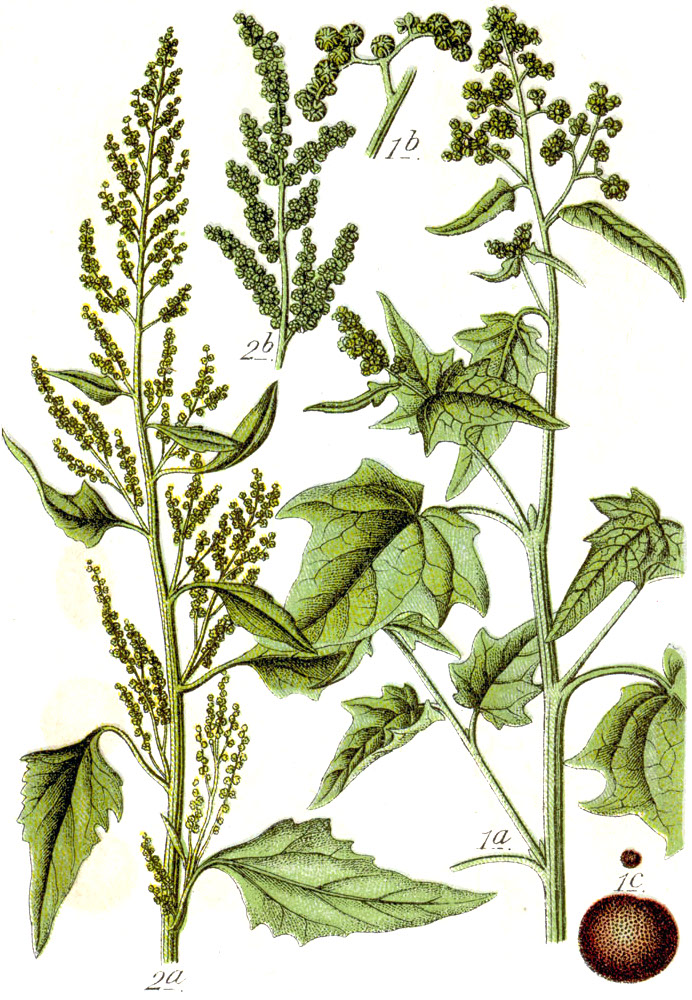
Ilustración de la especie (bajo su basónimo Chenopodium hybridum) en Deutschlands Flora in Abbildungen nach der Natur mit Beschreibungen, Johann Georg Sturm, XXVI, 1796.